# Carrie Henn

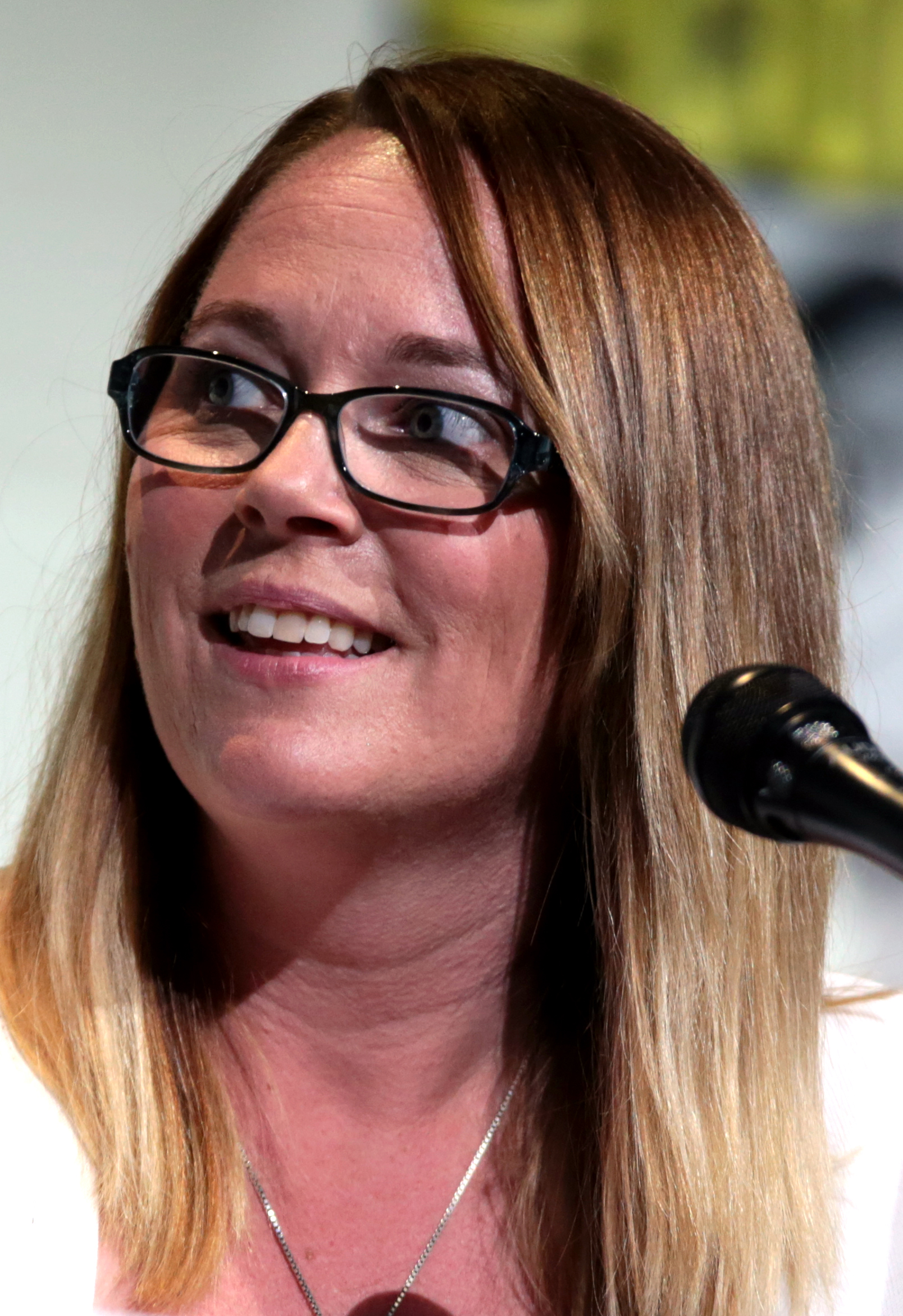
Carrie Henn (2016)

Caroline Marie „Carrie“ Henn (* 7. Mai 1976 in Panama City, Florida) ist eine ehemalige US-amerikanische Kinderdarstellerin. Sie wurde durch ihre Rolle als Rebecca „Newt“ Jorden im Film Aliens – Die Rückkehr (1986) bekannt.

## Leben
Henn ist die Tochter eines ehemaligen US-Air-Force-Mitarbeiters und verbrachte den Großteil ihrer Kindheit in England, wo sie an ihrer Schule in Lakenheath aus 500 Kindern für Aliens – Die Rückkehr gecastet wurde. Sie hatte keinerlei Schauspielerfahrung. Für ihre Rolle in Aliens – Die Rückkehr, die bislang ihre einzige war, wurde sie 1987 mit dem Saturn Award für den besten Nachwuchsschauspieler ausgezeichnet. In einem Netflix-Dokumentarfilm der Reihe Filme – Das waren unsere Kinojahre von 2021 über die Entstehungsgeschichte der ersten Alien-Fortsetzung erinnert sich Carrie Henn an die damaligen Dreharbeiten.
Henn studierte an der California State University Stanislaus und graduierte dort im Jahr 2000. Sie arbeitet zurzeit als Lehrerin.

## Filmografie
- 1986: Aliens – Die Rückkehr (Aliens)
- 2020: Aliens: Last Stand (Deutscher Fanfilm von Felix Berner & Dieter Joppich)